# Йоран Валенберг
Йоран Валенберг (швед. Göran Wahlenberg) (1 жовтня 1780 — 22 березня 1851) — шведський ботанік.

## Біографія
Йоран Валенберг народився 1 жовтня 1780 року у місті Кроппа, лен Вермланд, Швеція.
З 1792 року вивчав в Упсальському університеті природничі науки; у 1801 році отримав місце при природно-історичному музеї в Уппсалі, подорожував з ботанічною метою по Скандинавії, Швейцарії та Карпатах.
З 1826 року — професор ботаніки в університеті в Уппсалі.
У 1808 році Йоран Валенберг був обраний членом Шведської королівської академії наук.
Помер 22 березня 1851 року в Уппсалі.

## Вшанування
На честь Йорана Валенберга названо:
- Рід квітучих рослин родини Дзвоникові — Wahlenbergia Schrad. ex Roth, 1821 — Валенбергія[3].

- Два з найвищих гірських озер у Татрах, на даний час у Словаччині називаються Vyšné Wahlenbergovo pleso та Nižné Wahlenbergovo pleso[4].

- Валенбергфіорд — фіорд на Шпіцбергені.

## Основні наукові праці
- «Geographisk och Economisk Beskrifning on Kemi Lappmark» (Стокгольм, 1804)(швед.)
- «Kamtschadalische Laub- und Lebemosse» (Берлін, 1811)(нім.)
- «Flora lapponica» (Берлін, 1812)(лат.)
- «De climate et vegetatione Helvetiae septentrionalis» (Цюрих, 1813)(лат.)
- «Flora Carpatorum» (Геттінген, 1814)(лат.)
- «Flora Upsaliensis» (Уппсала, 1820)(лат.)
- «Flora suecica» (Уппсала, 1824–1826, 2 томи; друге видання 1831–1833)(лат.)